# ロイヤル・ラージャスターン・オン・ホイールズ
ロイヤル・ラージャスターン・オン・ホイールズ（英語 Royal Rajasthan on Wheels）は、インドで最初に登場した豪華観光列車のパレス・オン・ホイールズがインドの経済成長に合わせて成功したのに倣い、ラージャスターン州観光の振興のためにインド鉄道により運行が開始された観光列車。同国の首都であるデリーのサフダルジャン駅を発着する。ラージャスターン州の各地にある史跡や国立公園を、旅行添乗員付きで回ることができる。
通常の7泊6日の旅程の他に、3泊2日の「ゴールデン・トライアングル・ツアー」も提供しており、デリー・ジャイプル・アーグラーのゴールデン・トライアングル三都市を添乗員付きで回ることができる。
「シーシュ・マハール」と「スワーム・マハール」のふたつのレストランがあり、他に音楽・テレビ・ビデオの鑑賞設備やバー、ラウンジ、スパなどがある。また、車内でおみやげ品も販売している。

## 運行
デリー（サフダルジャン駅）→ジャイプル→サワーイー・マドープル・チッタウルガル→ウダイプル→ジャイサルメール→ジョードプル→バラトプル・アーグラー→デリー（サフダルジャン駅）
- 「ゴールデン・トライアングル・ツアー」

デリー（サフダルジャン駅）→ジャイプル→バラトプル→アーグラー→デリー（サフダルジャン駅）

## External links
ロイヤル・ラージャスターン・オン・ホイールズの公式ウェブサイト(1)
- ロイヤル・ラージャスターン・オン・ホイールズの公式ウェブサイト(2)
- ロイヤル・ラージャスターン・オン・ホイールズの公式ウェブサイト(3)
- ロイヤル・ラージャスターン・オン・ホイールズの公式ウェブサイト(4)
- ロイヤル・ラージャスターン・オン・ホイールズの公式ウェブサイト(4)